# Home (Michael-Bublé-Lied)
Home ist ein Lied des kanadischen Sängers Michael Bublé, das im Februar 2005 erschien. Als Single avancierte es zum weltweiten Charthit und erlangte auch durch Coverversionen von Westlife (2007) und Blake Shelton (2008) weitere Bekanntheit.

## Entstehung und Veröffentlichung

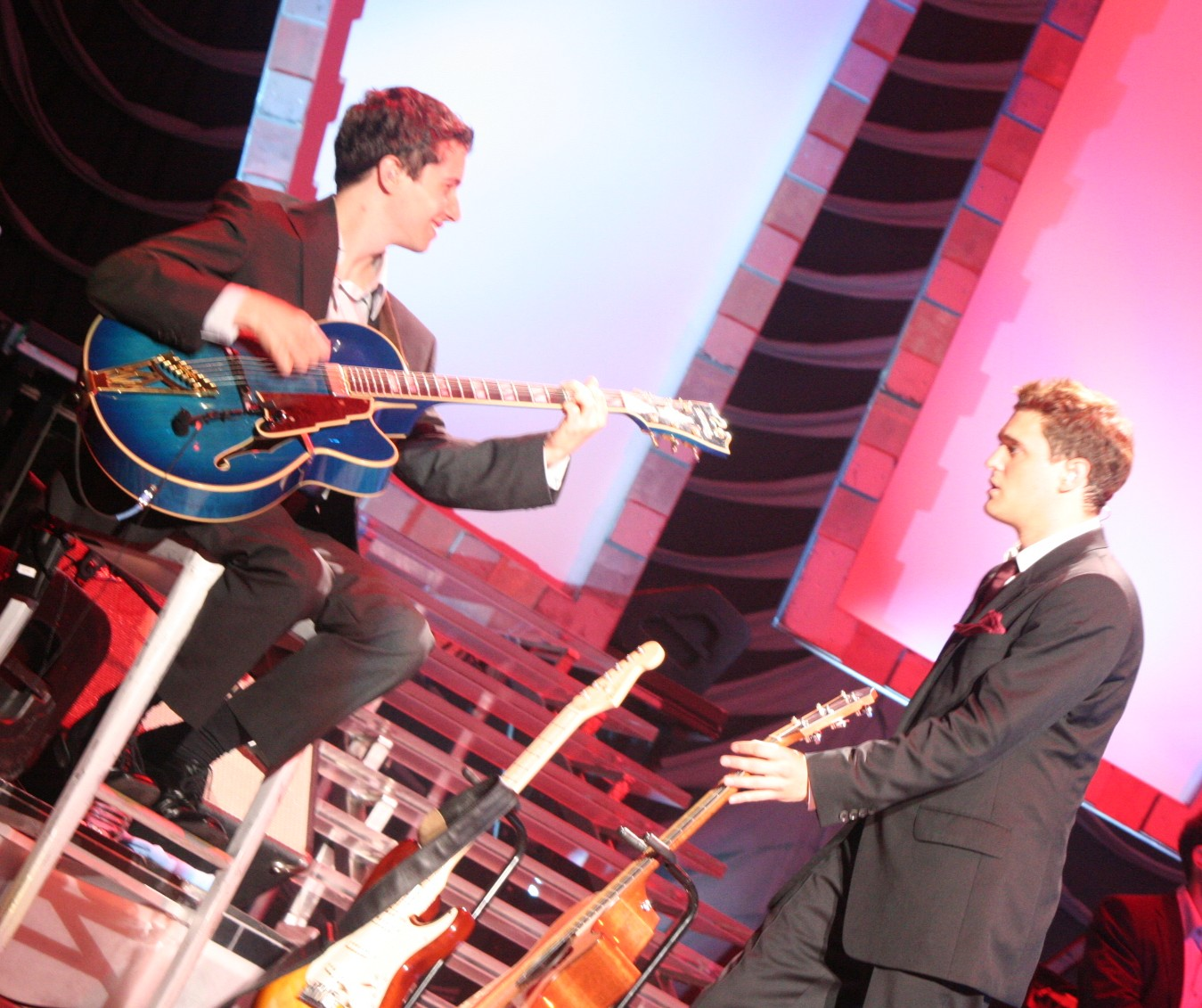
Randy Napoleon und Michael Bublé beim Konzert in Los Angeles

Getextet und komponiert wurde das Lied vom Interpreten selbst, zusammen mit den Koautoren Alan Chang und Amy Foster-Gillies. Es handelt sich dabei um die erste Eigenkomposition von Bublé. Für die Produktion zeichneten David Foster und Humberto Gatica verantwortlich. Von Foster stammt zudem auch das Rhythmus- als auch das Streicher-Arrangement, das er zusammen mit William Ross (Bill Ross) tätigte sowie Teile der Instrumentierung, wobei er das Klavier selbst einspielte. Eine größere Rolle übernehmen in der Albumversion die Gitarristen Brian Green (E-Jazz-Gitarre) und Dean Parks (Akustikgitarre). Weitere Instrumente, die zum Einsatz kamen, waren Flügel, ein dezent zurückhaltend gespieltes Schlagzeugset, Perkussion von Rafael Padilla und Kontrabass von Brian Bromberg eingespielt. Der Begleitgesang im Refrain stammt von Bublés damaliger Freundin Debbie Timuss.
Die Erstveröffentlichung von Home erfolgte am 4. Februar 2005 bei Reprise Records, als Teil von Bublés vierten Studioalbum It’s Time (Katalognummer: 9362-48946-2). Am 28. März 2005 erschien das Lied als zweite Singleauskopplung aus dem Album. Diese erschien als 2-Track-CD-Single mit einem Remix als B-Seite (Katalognummer: W668CD1). Bei dem Remix wird das Schlagzeug von Vinnie Colaiuta etwas hervorgehoben und die Akustikgitarre sowie das Intro vom Klavier ersetzt. Darüber hinaus erschien eine Maxi-Single, die um den Titel Nice ’n Easy sowie dem Musikvideo zu Home, erweitert wurde (Katalognummer: 9362 42797 2).> Im November 2005 erschien eine Liveversion auf Bublés zweiten Livealbum Caught in the Act (Katalognummer: 9362-49444-2).

## Stil
Der Charakter von Home entspricht dem typischen 'Bublé Sound' in der Tradition der amerikanischen Crooner.

## Kommerzieller Erfolg

### Chartplatzierungen
| ChartsChartplatzierungen       | Höchstplatzierung | Wochen |
| ------------------------------ | ----------------- | ------ |
| Deutschland (GfK)              | 55 (12 Wo.)       | 12     |
| Österreich (Ö3)                | 36 (14 Wo.)       | 14     |
| Schweiz (IFPI)                 | 33 (14 Wo.)       | 14     |
| Vereinigte Staaten (Billboard) | 72 (20 Wo.)       | 20     |
| Vereinigtes Königreich (OCC)   | 31 (36 Wo.)       | 36     |

### Auszeichnungen für Musikverkäufe
| Land/Region                  | Auszeichnungen für Musikverkäufe (Land/Region, Auszeichnung, Verkäufe) | Verkäufe  |
| ---------------------------- | ---------------------------------------------------------------------- | --------- |
| Dänemark (IFPI)              | Gold                                                                   | 45.000    |
| Italien (FIMI)               | Gold                                                                   | 15.000    |
| Kanada (MC)                  | Platin                                                                 | 20.000    |
| Neuseeland (RMNZ)            | Platin                                                                 | 30.000    |
| Spanien (Promusicae)         | Gold                                                                   | 30.000    |
| Vereinigte Staaten (RIAA)    | Platin                                                                 | 1.000.000 |
| Vereinigtes Königreich (BPI) | Platin                                                                 | 600.000   |
| Insgesamt                    | 3× Gold · 4× Platin ·                                                  | 1.740.000 |

Hauptartikel: Michael Bublé/Auszeichnungen für Musikverkäufe

## Coverversionen

### Blake Shelton
Im Jahr 2007 nahm der US-amerikanische Countrysänger Blake Shelton eine Coverversion von Home auf, die von Brent Rowan produziert wurde. Die Erstveröffentlichung dieser Version erfolgte am 1. Mai 2007 bei Warner Bros. Nashville, als Teil von Sheltons vierten Studioalbum Pure BS (Katalognummer: 44488-2). Im Folgejahr erschien es als dritte Singleauskopplung aus dem Album. 2012 nahm Shelton Home zusammen mit Bublé im Duett auf, diese Version erschien am 2. Oktober auf seinem Weihnachtsalbum Cheers, It's Christmas. (Katalognummer: 532162-2).

#### Chartplatzierungen
| ChartsChartplatzierungen               | Höchstplatzierung | Wochen |
| -------------------------------------- | ----------------- | ------ |
| Vereinigte Staaten (Billboard)         | 41 (20 Wo.)       | 20     |
| Vereinigte Staaten (Billboard Country) | 1 (28 Wo.)        | 28     |

#### Auszeichnungen für Musikverkäufe
| Land/Region               | Auszeichnungen für Musikverkäufe (Land/Region, Auszeichnung, Verkäufe) | Verkäufe  |
| ------------------------- | ---------------------------------------------------------------------- | --------- |
| Vereinigte Staaten (RIAA) | Platin                                                                 | 1.000.000 |
| Insgesamt                 | 1× Platin ·                                                            | 1.000.000 |

### Westlife
Ebenfalls im Jahr 2007 veröffentlichte die irische Boygroup Westlife eine Coverversion zu Home. Diese entstand unter der Produktion von Steve Mac und erschien erstmals am 29. Oktober 2007 als Single bei RCA Records. Es erschien eine 2-Track-Single mit der B-Seite Hard to Say I’m Sorry sowie eine Maxi-Single mit je einem Remix zu Home und dem Titel Total Eclipse of the Heart (Katalognummer: 88697189872).

#### Chartplatzierungen
| ChartsChartplatzierungen     | Höchstplatzierung | Wochen |
| ---------------------------- | ----------------- | ------ |
| Deutschland (GfK)            | 70 (4 Wo.)        | 4      |
| Vereinigtes Königreich (OCC) | 3 (15 Wo.)        | 15     |

| ChartsJahrescharts (2007)    | Platzierung |
| ---------------------------- | ----------- |
| Vereinigtes Königreich (OCC) | 43          |

#### Auszeichnungen für Musikverkäufe
| Land/Region                  | Auszeichnungen für Musikverkäufe (Land/Region, Auszeichnung, Verkäufe) | Verkäufe |
| ---------------------------- | ---------------------------------------------------------------------- | -------- |
| Vereinigtes Königreich (BPI) | Silber                                                                 | 200.000  |
| Insgesamt                    | 1× Silber ·                                                            | 200.000  |

Hauptartikel: Westlife/Auszeichnungen für Musikverkäufe

## Weitere Coverversionen
- 2006: Michael Ball (Album: One Voice)
- 2008: Joana Zimmer (Album: Showtime)
- 2010: Celtic Thunder (Album: It’s Entertainment)
- 2010: Glee Cast (Album: Glee: The Music – Volume 3 – Showstoppers)
- 2010: Simone Kopmajer (Album: Nothing’s Gonna Change)
- 2012: Hubertus von Garnier (Album: 	Alles wird gut)
- 2013: Harrison Craig (Album: More Than a Dream)
- 2022: Giovanni Zarrella feat. Michael Bublé (Album: Per sempre)
- 2023: Cher feat. Michael Bublé (Album: Christmas)

## Trivia
Im Rahmen der Foster and Friends Konzerte (der Produzent und Pianist David Foster konzertiert mit vielen seiner Künstler) gab es im Mai 2008 ein augenzwinkerndes Zusammentreffen von Bublé und Blake Shelton, der den Song im Februar des gleichen Jahres veröffentlichte und damit in den Countrycharts ebenfalls Platz 1 erreichte. Die zwei Sänger interpretieren nach einer launigen Einleitung, unterstützt von Foster am Klavier und begleitet von einer Band und einem Streicher-Ensemble, ihren gemeinsamen Erfolgshit vor Publikum in Las Vegas.